# مرکز تجارت جهانی دو
مرکز تجارت جهانی (ساختمان شماره ۲) (به انگلیسی: 2 World Trade Center) (که در گذشته با آدرس آن شناخته می‌شد، شماره ۲۰۰ خیابان گرین‌ویچ (به انگلیسی: 200 Greenwich Street) یک آسمان‌خراش در حال ساخت ۷۹ طبقه‌ای است که جزئی از مجموعه مرکز تجارت جهانی است که در منهتن جنوبی در نیویورک در ایالات متحده آمریکا قرار دارد. پس از اتمام ساخت در سال ۲۰۲۰، مرکز تجارت جهانی (ساختمان شماره ۲) دومین ساختمان بلند مجموعه مرکز تجارت جهانی و سومین ساختمان بلند نیویورک بعد از مرکز تجارت جهانی (ساختمان شماره ۱) و ۴۳۲ خیابان پارک خواهد شد. 